# Olszynka Mała

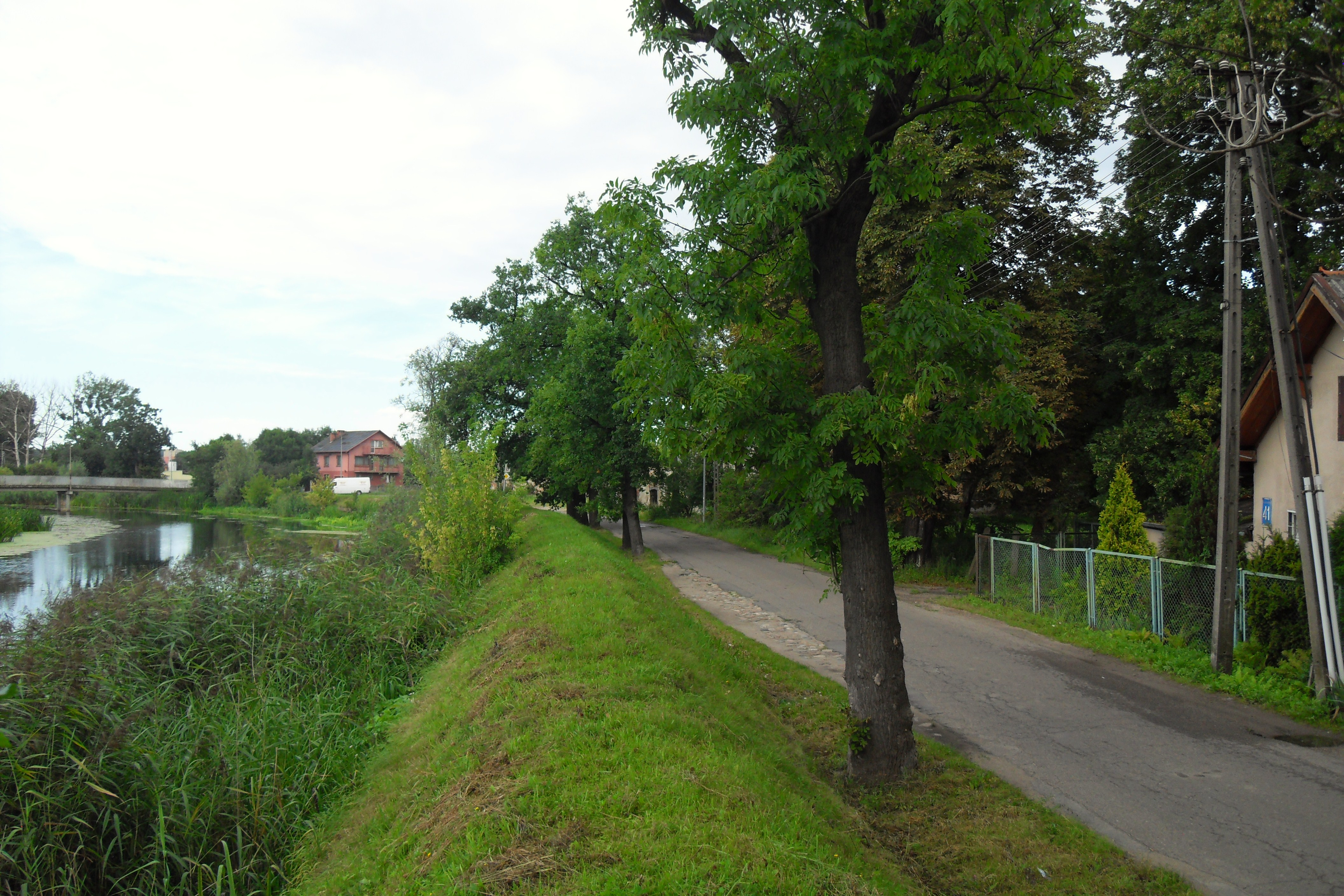
Olszynka Mała i Motława

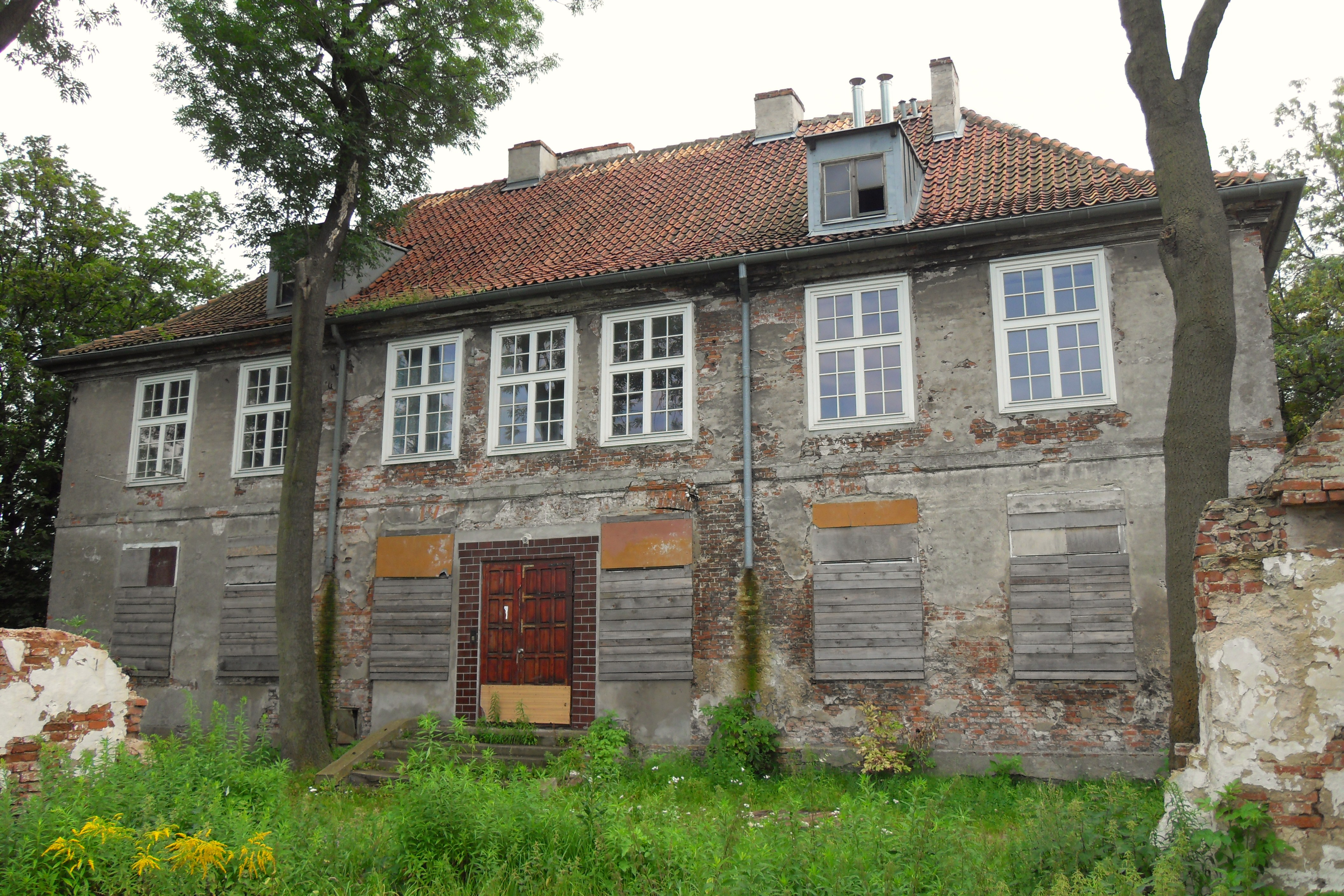
Zabytkowy Dwór Olszynka z 1802

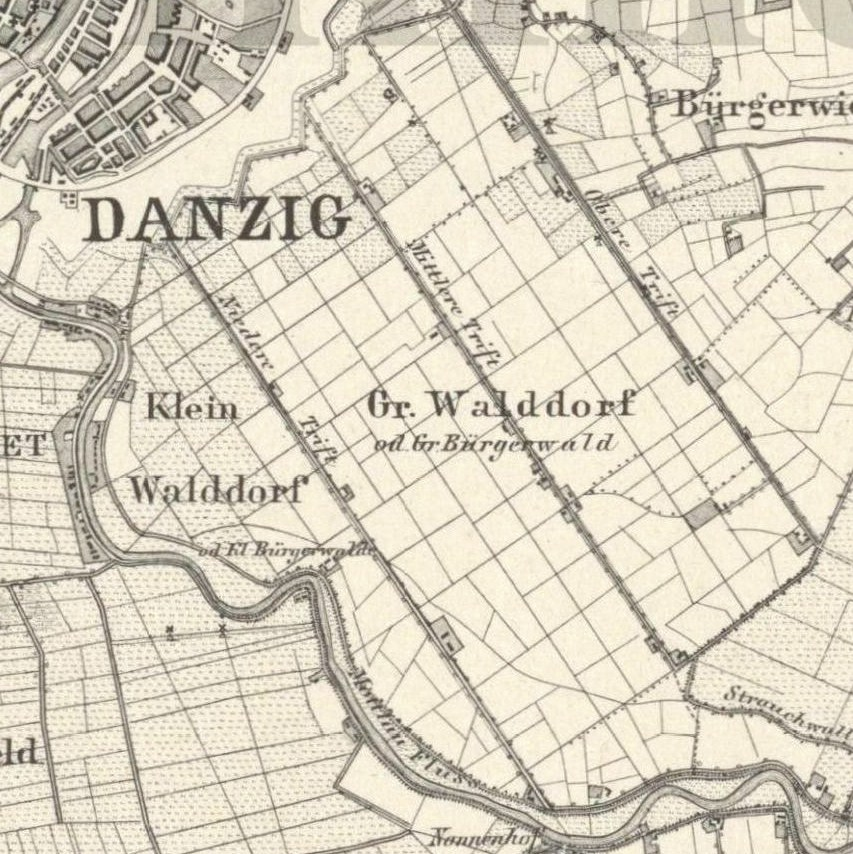
Olszynka Mała (po lewej), w środku Olszynka Wielka na mapie z 1901

Olszynka Mała (niem. Klein Walddorf) – osiedle w Gdańsku, w dzielnicy Olszynka, na obszarze Żuław Gdańskich.

## Położenie
Osiedle stanowi południowo-zachodnią część Olszynki. Położone jest na podmokłym terenie. Jego południową i zachodnią granicę z Dolnikiem, częścią dzielnicy Orunia-Św. Wojciech-Lipce wyznacza Motława, zaś północną z Dolnym Miastem, częścią Śródmieścia - Opływ Motławy.

## Historia
Dawne nazwy: Klein Walddorf (1780), Bürgerwalde.
W okresie Średniowiecza Olszynka była lasem miejskim. W XVI i XVII wieku funkcjonowała jako łąki i pastwiska. W 1802 w Olszynce Małej powstał Dwór Olszynka, który dostarczał Gdańskowi artykuły rolno-spożywcze (dwór znajduje się w ruinie, w 2005 zawaliła się stajnia; obecnie dwór jest wykwaterowany i czeka na sprzedaż, właścicielem jest miasto Gdańsk).
Olszynka Mała została przyłączona w granice administracyjne miasta 15 sierpnia 1933. Należy do okręgu historycznego Niziny.

## Transport i komunikacja
Przez osiedle przebiega linia kolejowa nr 226 do Portu Północnego, której połączenie z Orunią umożliwia most nad Motławą.
Południowo-wschodnim krańcem osiedla, gdzie obecnie znajdują się głównie tereny rolnicze, przebiega południowa obwodnica Gdańska (droga ekspresowa S7 (E28)).